# Mikoyan-Gurevich Ye-4
YE-4 (tiếng Nga: Е-4) là một loại máy bay được phát triển bởi phòng thiết kế máy bay Mikoyan (ОКБ Микояна) và Gurevich (Гуревича). YE-4 bay lần đầu năm 1955 và có thân gần giống MiG-21.

## Thông số kỹ thuật
- Sải cánh: 5,75 mét
- Chiều dài: 13,46 mét
- Diện tích cánh: 23 mét vuông
- Khối lượng rỗng: 3500 kg
- Khối lượng cất cánh tối đa: 5100 kg
- Dầu: 1400 kg
- Tốc độ tối đa: 1900 km/h
- Trần bay: 17500 mét
- Số chỗ ngồi: 1

## Lịch sử phát triển
Máy bay thử nghiệm chiến đấu chiến thuật cánh tam giác có đuôi, một động cơ phản lực một luồng khí (turbojet) RD-9 I, nó được đóng để tăng tốc độ tiến trình chuẩn bị bay thử nghiệm máy bay YE-5, vốn cùng kiểu cấu tạo vỏ thân cánh và đuôi; nói cách khác, YE-4 thu thập những số liệu khí động đầu tiên để thiết kế máy bay cánh tam giác YE-5. Máy bay được đóng theo yêu cầu phát triển kiểu cánh tam giác, gần như song song với các mấu thử YE-2. Máy bay vào vị trí sẵn sàng ngày 16 tháng 6 năm 1955. Phi công thử nghiệm G.A. Sedov (Г.А. Седов). Máy bay thực hiện 109 chuyến bay trong kế hoạch thử nghiệm kết thúc ngày 20 tháng 9 năm 1956. Các đặc điểm khí động của máy bay thử nghiệm được kiểm tra từ trên máy bay khác, đã xác định rõ tốc độ tối thiểu khi bay và các đặc tính xoáy. Các lực khí động được phát hiện và đo đạc, phân tích rõ ràng. Lực khí động hội tụ vào máy bay bằng cánh phụ nghiêng 5 độ. Các hoạt động thử nghiệm khác nhau thay đổi vị trí các bộ phận trên cánh, nhằm mục đích thay đổi đặc điểm dòng khí trên mặt cánh. Hai cánh dược bọc bởi ba lớp vỏ ngăn cách ở mặt trên (hai lớp mép trước cánh). Hai mào dọc dưới mặt cánh có tác dụng như là làm cánh rộng ra (cánh máy bay này rất hẹp). Các cải tiến rút ra từ dó được gửi đến Ly, nơi máy bay bay thử góc đón gió lớn (angle of attack - AoA).
Đây là máy bay thử nghiệm cánh tam giác đầu tiên của dòng MiG, tuy chưa đủ yêu cầu của một máy bay hoàn chỉnh, nhưng cũng có thể coi đây là chiếc MiG-21 đầu tiên. Cánh xuôi sau được sử dụng rộng rãi sau Thế chiến thứ II, các máy bay sử dụng cánh xuôi sau là những máy bay ở trong thời kỳ tốc độ máy bay chiến đấu chủ lực phát triển từ khoảng 900 km/h đến khoảng 1900–2000 km/h, đến lúc này, các động cơ đã đẩy máy bay chiến đấu đến Mach 2, cần thiết kế thân cánh khác. Một trong những nhược điểm của cánh xuôi sau càng ngày càng thể hiện rõ là dòng khí phân kỳ, giảm tác dụng của đuôi. (Cùng với cánh xuôi sau thì Đức, Liên Xô và Mỹ đã thử nghiệm cánh xiên ngược để chống hiện tượng phân kỳ này, tuy nhiên cánh ngược gây nhiều bất ổn, chỉ ngày nay mới được dùng chính thức trên máy bay đa năng thiên về không chiến mới nhất của Sukhoy, chiếc Su-47). Một yêu cầu thời YE-4 với cánh là mỏng, khỏe vì máy bay bây giờ nặng hơn và bay nhanh hơn. Để thỏa mãn yêu cầu này, cần tăng diện tích cánh gần thân hơn.

## So sánh với các loại cánh khác
Cánh tam giác có đuôi như MiG-21 có diện tích và sải cánh nhỏ, không tốt lắm trong tốc độ chậm và bay lâu tiết kiệm nhiên liệu, chỉ được phổ biến trong thời gian rất ngắn.
Sau đó, các máy bay sử dụng ba phương án cánh phổ biến nhất. Một là cánh cụp xòe, hai là cánh tứ giác có diện tích sát thân lớn kết hợp ổn định điện tử, ba là cánh tam giác lớn không đuôi ngang thậm chí không luôn đuôi đứng. Cấu tạo thân trụ đơn giản cũng tồn tại không lâu, sau này thân máy bay chiến đấu rộng ra cùng khối lượng máy bay tăng nhanh. Tuy nhiên, nếu so sánh các YE, thấy rằng cánh tam giác làm máy bay nhẹ đi nhiều so với cánh xuôi sau, MiG-21 là máy bay không chiến có gia tốc và tốc độ leo cao xuất sắc.